# Dequeísmo
El dequeísmo es, en idioma español, la utilización no normativa de la preposición "de" junto a la conjunción "que" en oraciones completivas u oración subordinada sustantiva de objeto directo.
Ejemplos de esta variante gramatical son: 
- Me ha dicho de que vendrá mañana por la tarde (no normativo) — Me ha dicho que vendrá mañana por la tarde (estándar).
- Pensó de que la Tierra era redonda (no normativo) — Pensó que la Tierra era redonda (estándar).
- Opinaban de que las elecciones estaban amañadas (no normativo) — Opinaban que las elecciones estaban amañadas (estándar).
- Creo de que no es justo lo que dice (no normativo) - Creo que no es justo lo que dice (estándar).

## Análisis
El dequeísmo ha sido analizado, en Gramática tradicional, como un anacoluto que deriva del cruce de dos estructuras sintácticas, la de complemento directo y la de complemento de régimen o, en la terminología de Emilio Alarcos Llorach, suplemento:
Pensó ("de eso") que no era lo correcto = *Pensó de que no era lo correcto.
El queísmo, o antidequeísmo, como también se le denomina, es el fenómeno contrario: la supresión de un de en la construcción de un complemento de régimen o suplemento. Por otra parte, algunos verbos vacilan en su construcción con que o con de que, en ocasiones con sutiles diferencias de significado:
Le advierto que ... / le advierto de que ....

## Uso normativo
Algunos sistemas para saber si es normativo utilizar la preposición de o no, son los siguientes:
- Sustituyendo la oración subordinada (desde el que en adelante) por un pronombre indefinido como algo o un sustantivo este suceso. Ejemplos:
  - Le comunico que el plazo finalizará en 3 días -> Le comunico este suceso, le comunico algo -> No es normativo utilizar de, sólo el que.

- Otro procedimiento que puede servir en muchos de estos casos para determinar si lo normativo es la secuencia de «preposición + que», o simplemente «que», es el de transformar el enunciado dudoso en interrogativo. Si la pregunta debe ir encabezada por la preposición, ésta ha de mantenerse normativamente en la modalidad enunciativa. Si en cambio, la pregunta no lleva preposición, tampoco ha de usarse esta normativamente en la modalidad enunciativa: 
  - ¿De qué se preocupa? (Se preocupa de que...);
  - ¿Qué le preocupa? (Le preocupa que...);
  - ¿De qué está seguro? (Está seguro de que...);
  - ¿Qué opina? (Opina que...);
  - ¿En qué insistió el instructor? (Insistió en que...);
  - ¿Qué dudó o de qué dudó el testigo? (Dudó que... o dudó de que...);
  - ¿Qué informó [Am.] o de qué informó [Esp.] el comité? (Informó que... [Am.] o informó de que... [Esp.]).

Las construcciones en las que no debe aparecer normativamente la preposición "de" antes de la conjunción "que" dependen de los verbos que expresan:
- Actos de pensamiento: pensar, creer, considerar, deducir, concluir..."Concluyó que se alejaba del lugar"
- Actos de habla: negar, decir, afirmar, sostener, opinar, asegurar.."Afirma que le encanta leer"
- Emociones o estados de ánimo: temer, sospechar, lamentar, desear..."Lamento que te quedaras sin fiesta"
- Percepciones físicas o mentales: intuir, oír, comprender, percibir...."Intuyo que el plan saldrá bien"
- Mandato, consejo o prohibición: ordenar, negar, mandar, impedir, aconsejar..."Mandó que nos fuéramos a dormir a las diez"